# 진희
진희(陳豨, ? ~ 기원전 196년)는 중국 진나라 말기, 전한 초의 인물이다. 전한 고조의 개국공신이며 한왕 신 · 흉노와 연계한 반란으로 한나라의 북방을 뒤흔들었다.

## 일대기
5백 명을 거느리고 고제를 전원년부터 따라 패상에서 후에 봉해졌고, 유격장군으로 대 땅을 평정했고, 연왕 장도의 반란 진압에서 공이 있어 양가후(陽夏侯)에 봉해졌다.
고제 7년(기원전 200년), 고제가 흉노를 막기 위해 흉노와의 접경지대에 배치한 한왕 신이 모반을 일으키고 흉노에 투항했다. 고제가 한신을 공격하다 백등산 포위전에서 흉노의 포위를 뚫고 나온 후, 고제에게서 조나라의 상국으로 임명되어 조나라와 대나라 변경의 군대를 지휘해, 북방의 요충지를 방위하는 임무를 맡았다. 신릉군을 평소에 존경했었고, 많은 빈객을 모아 섬겼는데, 조나라를 들르니 조나라 상국 주창이 이를 수상하게 여겨 고제에게 보고하였다. 고제가 진희의 빈객들을
조사해 보니 과연 여러 가지 불법 사항에 연루된 것으로 밝혀졌고, 진희는 이 때문에 두려움을 품었다.
고제 10년(기원전 197년), 고제의 아버지 태상황이 죽자 고제에게서 소환 명령이 떨어졌다. 한편 한왕 신이 왕황(王黃)과 만구신(曼丘臣)을 보내니, 왕황과 만구신 등과 상의한 끝에 고제의 소환 명령에 불응하고 도리어 대나라와 조나라를 들어 8월에 반란을 일으켰다. 한단 이북을 모조리 장악하고 항산군 25성 중 20성을 함락시켰으며, 또 상당군도 공격했다. 고제는 주설의 만류에도 불구하고 9월에 친정에 나서니, 태위 주발·번쾌·우승상 역상·태복 하후영·관영·호군중위 진평·어사대부 조요·거기장군 근흡·위장군 왕염·장군 진조·하간수 장상여·낭중 공손이·장군 유택·정위 선의·하간수 조연·도위 여신·낭중 허천·양나라 장군 위거 와 제나라 상국 조참·제나라 상국 부관이 종군했다. 한단에 방비를 두지 않았기 때문에 고제에게 쉽게 빼앗겼고, 고제에게서 비웃음을 당했다. 상당군은 군수 임오가 굳게 지켰기에 함락시킬 수 없었다. 또 만구신·왕황 등을 비롯해 반란군에는 상인 출신 장군이 많았는데, 고제가 이를 듣고 돈으로 매수하여 많은 장군들이 한나라에 항복했다.
고제 11년(기원전 196년), 고제는 계속 한단에 주둔하니, 진희의 장군인 승상 후창(侯敞)이 유격군을 이끌었고, 왕황은 곡역에 있었고, 장춘(張春)은 강을 건너 요성을 공격했다. 이들은 한나라 장군 곽몽·관영, 근흡 과 제나라 군대와 싸워 모두 패배했다. 후창은 특장(特將) 다섯 명과 함께 곡역 아래에서 관영의 병사들에게 살해됐고, 관영에게 곡역·노노·상곡양·안평·안국이 모조리 항복했으며, 관영은 이후 동원 공성전에 합류했다. 주발이 별군을 이끌고 태원 방면으로 쳐들어와 대가 함몰됐고, 마읍도 항복하지 않고 저항하다 도륙됐으며 장군 승마치(乘馬絺)도 전사했다. 12월, 고제가 동원을 공격해 조리(趙利)를 파견해 지키게 했는데, 한 달이 지나도 함락되지 않았다. 동원을 지키는 병사들이 고제를 모욕했고, 고제는 분노해 동원의 항복을 받아낸 후 욕한 자들은 베고 욕하지 않은 자들은 경형에 처했다. 그리고 동원은 진정으로 이름이 바뀌었다. 연이은 승리 이후 고제는 낙양으로 돌아갔고, 대나라가 조나라와 산으로 분리되어 있어 조나라에서 통제하기 어렵다고 여기고 대나라를 분할해 아들 유항을 왕으로 삼았다. 왕황은 유택에게 사로잡혔고 만구신도 산 채로 사로잡혔으니, 이는 고제가 왕황과 만구신에게 현상금을 걸고 휘하 병사들을 매수했기 때문이다. 왕황은 곡역 아래에서 베어졌다. 그리고 대나라 상국으로는 제나라 상국이었다가 승상 번쾌를 대신해 군대를 지휘한 부관을 임명해, 대나라에 군사를 주둔하게 했다.
그 사이 진희 자신은 만구신과 함께 양국에서 번쾌와 싸웠으나 박인이 함락됐고, 청하와 항산 일대 27현도 상실했으며, 번쾌는 동원 공성전에 합류했다. 또 한왕 신·조리와 합류해 누번에서 주발과 싸웠으나 져 장군 송최(宋最)와 안문수 혼(圂)이 사로잡혔다. 그리고 다시 운중에서 주발의 공격을 받아 운중수 속(遬)·승상 기사(箕肆)·장군 훈(勳)이 사로잡혀, 안문군 17현과 운중군 12현을 상실했다.
기무앙(綦毋卬)과 윤반(尹潘)은 번쾌에게 무종(無終)과 광창(廣昌)에서 사로잡혔다. 진희의 별장인 호인 왕황은 대남에서 번쾌의 공격을 받아 격파됐다. 진희의 호기(胡騎)도 격파돼 장군 조기(趙旣)도 번쾌와의 싸움에서 전사했고, 승상 풍량(馮梁)·손분(孫奮)·왕황·[[태복] 해복(解福) 등 10명이 사로잡혔다.
고제 12년 겨울(기원전 196년) 결국 한나라의 진압군과 싸우다 전사했다. 혹은 번쾌의 별장의 공격을 받아 당성에서 죽었다고도 하고, 혹은 주발의 공격을 받아 영구(靈丘)에서 격파돼 베어졌다고도 하며, 혹은 공손이에게 베어졌다고도 한다. 승상 정종(程縱)·장군 진무(陳武)·도위 고사(高肆)가 사로잡혔고, 대군 9현도 평정됐다. 이렇게 총 진희의 세력권이던 대의 73향·읍이 모두 평정됐다.